# أولاد امغار (أولاد أمغار)
أولاد امغار هي إحدى مشيخات المملكة المغربية، تتبع جغرافيا لإقليم الدريوش وإداريًا لأولاد أمغار. يقدر عدد سكانها بـ 6342 نسمة حسب الإحصاء الرسمي للسكان والسكنى لسنة 2004.